# Литуев, Юрий Николаевич
Юрий Николаевич Литуев (11 апреля 1925, Ирбит, Уральская область — 3 февраля 2000, Москва) — советский легкоатлет, серебряный призёр Олимпийских игр, Заслуженный мастер спорта СССР.

## Биография
Родился в 1925 году в городе Ирбит Уральской области.
Участвовал в Великой Отечественной войне, командовал артиллерийской батареей, кавалер боевых наград, закончил войну лейтенантом.
Тренировался у Виктора Атаманова и Вячеслава Витольдовича Садовского. С 1949 года начал выступать за СКА (Ленинград), и сразу же стал призёром чемпионата СССР сразу в двух видах — беге на 400 м с барьерами и десятиборье. В 1950 году стал серебряным призёром чемпионата Европы в беге на 400 м с барьерами (52,4 сек).
В 1952 году на Олимпийских играх в Хельсинки Юрий Литуев завоевал серебряную медаль в беге на 400 м с барьерами и получил звание «Заслуженный мастер спорта».
С 1954 года Юрий Литуев стал выступать за ЦСК МО (Москва). В 1954 году он стал серебряным призёром чемпионата Европы в беге на 400 м с барьерами (50,8 сек) и установил мировой рекорд в беге на 440 ярдов с барьерами (51,3 сек). Он участвовал в Олимпийских играх 1956 года в Мельбурне, но на финише был лишь четвёртым. В 1958 году на дистанции 400 м с барьерами он в последний раз стал чемпионом СССР и впервые — чемпионом Европы (51,11 сек). Серебряный призёр Спартакиады дружественных армий 1958.
На Олимпийских играх 1964 года Юрий Литуев был тренером сборной СССР.
Скончался 3 февраля 2000 года в Москве. Похоронен на Кузьминском кладбище.

### Семья
- Жена — Валентина Михайловна Богданова-Литуева (1930—2008) — чемпионка Европы 1950 года по прыжкам в длину.

## Результаты

### Выступления на соревнованиях
| Год  | Город     | Дистанция   | Результат | Дата                  | Место |
| ---- | --------- | ----------- | --------- | --------------------- | ----- |
| 1949 | Москва    | 110 м с/б   | 15,2      | 3—9 сентября          | III   |
| 1949 | Москва    | десятиборье | 6880      | 3—9 сентября          | III   |
| 1950 | Киев      | 110 м с/б   | 14,9      | 17—23 сентября        | II    |
| 1950 | Киев      | 400 м с/б   | 52,9      | 17—23 сентября        | I     |
| 1950 | Киев      | 4×400 м     | 3.16,6    | 17—23 сентября        | I     |
| 1951 | Минск     | 400 м       | 48,3 NR*  | 29 августа            | I     |
| 1951 | Минск     | 400 м с/б   | 51,7 NR*  | 31 августа            | I     |
| 1951 | Минск     | 4×400 м     | 3.16,0    | 26 августа—1 сентября | II    |
| 1952 | Ленинград | 110 м с/б   | 14,9      | 24—30 августа         | III   |
| 1952 | Ленинград | 200 м с/б   |           | 24—30 августа         | I     |
| 1952 | Ленинград | 400 м с/б   | 52,3      | 24—30 августа         | I     |
| 1952 | Ленинград | 4×400 м     | 3.19,2    | 24—30 августа         | II    |
| 1953 | Москва    | 400 м с/б   | 50,7 NR*  | 24 августа            | I     |
| 1954 | Киев      | 400 м с/б   | 51,0      | 17—23 сентября        | I     |
| 1954 | Киев      | 4×400 м     | 3.16,0    | 17—23 сентября        | I     |
| 1955 | Тбилиси   | 400 м с/б   | 51,5      | 13—17 ноября          | I     |
| 1955 | Тбилиси   | 4×400 м     | 3.14,8    | 13—17 ноября          | II    |
| 1957 | Москва    | 400 м с/б   | 51,5      | 28 августа—2 сентября | I     |
| 1957 | Москва    | 4×400 м     | 3.12,3    | 28 августа—2 сентября | I     |
| 1958 | Таллин    | 400 м с/б   | 51,4      | 19—21 июля            | I     |
| 1959 | Москва    | 400 м с/б   | 52,4      | 9—14 августа          | II    |

### Рекорды
Юрий Литуев установил два мировых и 16 всесоюзных рекордов.

## Награды
- Орден «Знак Почёта» (27.04.1957) — «за успехи, достигнутые в деле развития массового физкультурного движения в стране, повышения мастерства советских спортсменов, и успешное выступление на международных соревнованиях»